# 覆土油罐
覆土油罐是储油罐的一个种类，是指被置于由土覆盖的罐室中的油罐，且罐室顶部和周围的覆土厚度不小于0.5米，覆土油罐的罐室应具备以下2个特性：1、罐室必须防水，不可渗漏；2、覆土油罐的水平通道须设置密闭门。